# Eudoksos z Kyzikos

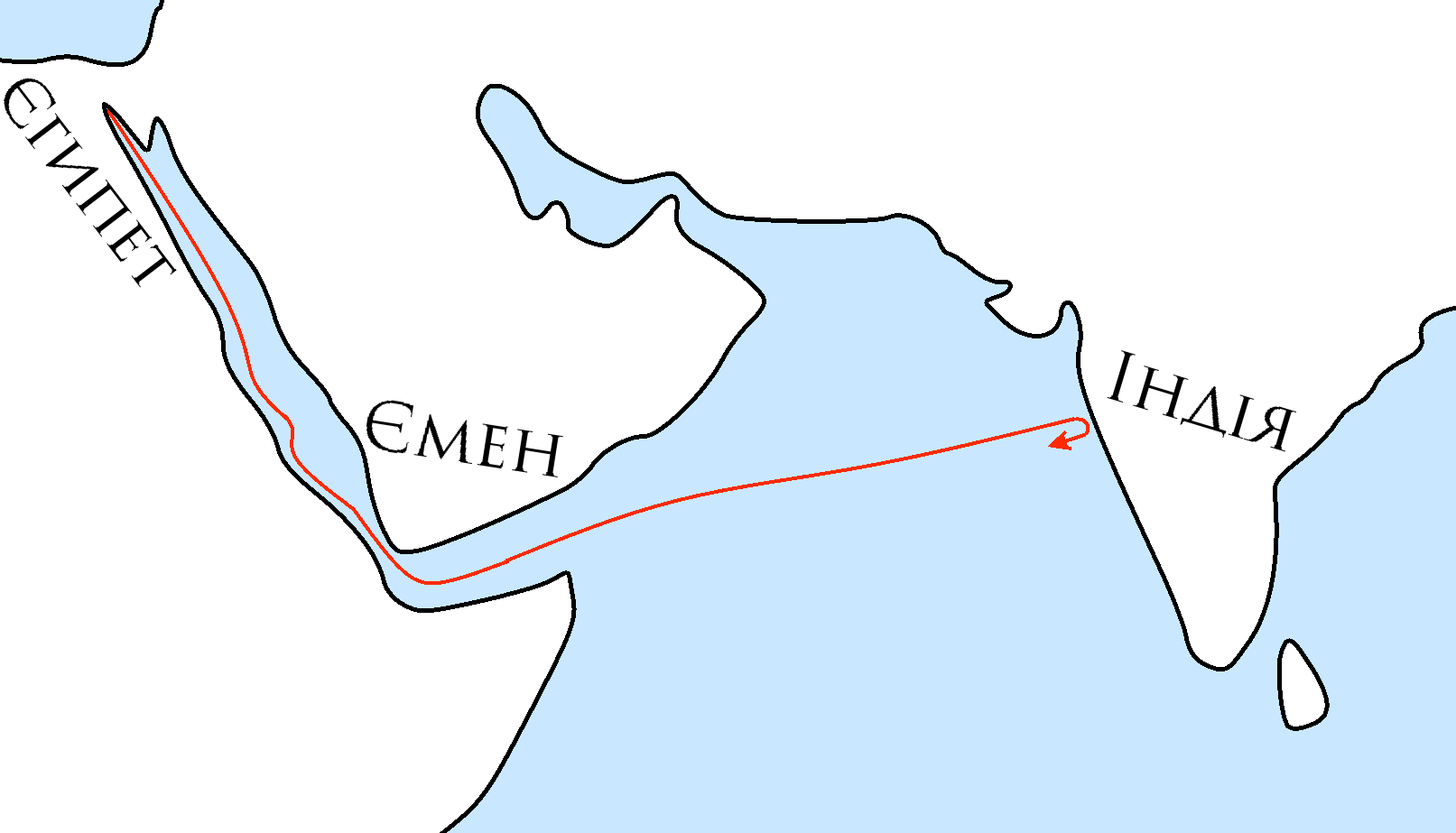
Szlak morski, wytyczony przez krola Egiptu Ptolemeusza VII około 130 roku p.n.e., prowadzący z Egiptu do Indii.

Eudoksos z Kyzikos (II wiek p.n.e.) – grecki żeglarz i podróżnik. Około roku 130 p.n.e. w służbie króla Egiptu Ptolemeusza VII wytyczył szlak morski z Egiptu do Indii, a następnie podjął próbę opłynięcia Afryki